# Shaun Sipos
Shaun Sipos (ur. 30 października 1981 w Victorii, w Kolumbii Brytyjskiej) – kanadyjski aktor, występował w roli Jacka w sitcomie Complete Savages.
Występował regularnie w serialu Odlotowa małolata, a także w gościnnych rolach w Tajemnicach Smallville, Ostrym dyżurze, Kryminalnych zagadkach Miami, Melrose Place, a także Łowcy koszmarów.
Filmy w jakich wystąpił to: Czas na rewanż, Sekta III, Oszukać przeznaczenie 2, Superbabies: Baby Geniuses 2 oraz Rampage: Szaleństwo.